# Пам'ятки археології Валківського району
У Валківському районі Харківської області на обліку перебуває 74 пам'ятки археології.
| № з/п | Охоронний № | Місцезнаходження об'єкту | Назва об'єкту                                                                    | Дослідник, рік обстеження | Розміри                                                              | Кат     | Рішення Харківського ОВК, накази УКіТ | Охоронна зона: розміри, Рішення Харківського ОВК, накази УКіТ |
| ----- | ----------- | --- | -------------------------------------------------------------------------------- | --- | -------------------------------------------------------------------- | ------- | ------------------------------------- | ------------------------------------------------------------- |
| 1.    | 521         | с. Баранове Баранівської с/р, за 0,5 км на захід від села | Городище скіфського часу. V-III ст. до н.е.                                      | Пассек В.В. історик. 1838р. | Площа 8,0 га                                                         | Місцева | №61 від 25.01.72р.                    | 50м.№ 33 від 23.01.84р.                                       |
| 2.    | 2231        | с. Високопілля Високопільської с/р | Кургани .18. III тис. до н.е. – I тис. н.е.                                      | Шрамко Б.А. та інші.1977р. Бакуменко К.І., зав. сектором охорони пам’яток археології ХІМ. 2001р.                                                              | Вис. 1,0-3,0 м                                                       | -<<-    | №183 від 20.04.87р.                   |                                                               |
| 3.    | 2533        | с. Високопілля Високопільської с/р | Поселення скіфського часу, черняхівської культури. V-III ст. до н.е., III-IV ст. | Шинкаренко О.А., історик. 1975р. Бакуменко К.І., зав. сектором охорони пам’яток археології ХІМ. 2001р.                                                        | Площа не встановлена                                                 | -<<-    | №975 від 18.09.97р.                   |                                                               |
| 4.    | 2531        | с. Війтенки Кавязька с/р | Поселення черняхівської культури “Війтенки-I”. III-IV ст.                        | Андрієнко В.П., Дєгтяр А.К., археолог. 1972р. Бакуменко К.І., зав. сектором охорони пам’яток археології ХІМ. 2001р.Любічев М.В., к.і.н. 2003, 2004 р.         | Площа 200х1500 м                                                     | -<<-    | -<<-                                  |                                                               |
| 5.    | 2532        | с. Війтенки Баранівської с/р | Поселення черняхівської культури “Війтенки-II”. III-IV ст.                       | Андрієнко В.П., Дєгтяр А.К., археолог. 1972 р.Бакуменко К.І., зав. сектором охорони пам’яток археології ХІМ. 2001р.                                           | Площа 300х100 м                                                      | -<<-    | -<<-                                  |                                                               |
| 6.    | 522         | колишнє с. Городище Огульцівської с/р, за 4 км на схід від с. Городище | Городище скіфського часу. Городище “Куколевського”. VII-V ст. до н.е.            | Пассек В.В., історик. 1838 р.Буйнов Ю.В., к.і.н.2001-2003рр.                                                                                                  | Площа 32 га                                                          | -<<-    | №61 від 25.01.72р.                    | 50м.№ 33 від 23.01.84р.                                       |
| 7.    | 525         | колишнє с. Городище Огульцівської с/р, за 2 км на південь від с. Огульці, правий берег р. Ординки | Поселення скіфського часу. V- III ст. до н.е.                                    | Ліберов П.Д. д.і.н., Шрамко Б.А., д.і.н. 1951-1953рр. | Площа не встановлена                                                 | -<<-    | -<<-                                  | 50м.№ 197 від 16.04.1984р.                                    |
| 8.    | 2110        | с. Кантакузівка Сніжківської с/р | Городище скіфського часу. V- III ст. до н.е.                                     | Шинкаренко О.А., історик. 1977р. | Площа 1,5 га                                                         | -<<-    | №118 від 17.03.86р.                   |                                                               |
| 9.    | 526         | с. Огульці Огульцівської с/р, в урочищі Дирківське | Поселення скіфського часу “Шовкове”. VI-IV ст. до н.е.                           | Шрамко Б.А., д.і.н. 1953р. | Площа не встановлена                                                 | -<<-    | №61 від 25.01.72р.                    | 50м.№ 197 від 16.04.1984р.                                    |
| 10.   | 527         | с. Огульці Огульцівської с/р, в урочищі «Дирківське», лівий берег р. Ординка | Поселення скіфського часу. V- III ст. до н.е.                                    | Ліберов П.Д., д.і.н. 1953р. | Площа не встановлена                                                 | -<<-    | -<<-                                  | 50м.№ 197 від 16.04.1984р.                                    |
| 11.   | 2114        | с. Олександрівка Олександрівська с/р | Кургани. 5. III тис. до н.е. – I тис. н.е.                                       | Бакуменко К.І., зав. відділом охорони пам’яток археології. 2001р.                                                                                             | Вис. 0,6-1,0 м                                                       | -<<-    | №118 від 17.03.86р.                   | 50м. № 184 від 20.04.87р.                                     |
| 12.   | 2112        | с. Перекіп Перекіпської с/р | Захисний вал скіфського часу. V-III ст. до н.е.                                  | XVII ст. | Площа не встановлена                                                 | -<<-    | -<<-                                  | 50м. № 184 від 20.04.87р.                                     |
| 13.   | 2113        | с. Перекіп Перекіпської с/р | Кургани. 15. III тис. до н.е. – I тис. н.е.                                      | Шрамко Б.А. та інші.1977р. | Вис. 1,5-3,0 м                                                       | -<<-    | -<<-                                  | 50м. № 184 від 20.04.87р.                                     |
| 14.   | 2534        | с. Старі Валки Гонтово-Ярської с/р | Селище. VI-V ст. до н.е.                                                         | Багалій Д.І. історик. XIX ст. Бакуменко К.І., зав. відділом охорони пам’яток археології. 2001р.                                                               | Площа 550х700 м                                                      | -<<-    | №975 від 18.09.97р.                   |                                                               |
| 15.   | 2111        | с. Шевченкове Шарівської с/р | Городище салтівської культури “Болгар”. VIII-X ст.                               | Філарет1852р. | Площа 160х80 м                                                       | -<<-    | №118 від 17.03.86р.                   |                                                               |
| 16.   |             | С. Корсунівка Гонтово-Ярської сільради Валківського району Харківської області, на північній околиці, за 0,16 – 0,19 км на південь від а/д Київ-Харків-Довжанський. Дані прив’язки шурфів:шурф №1 - 49˚48,760 Пн, 035˚32,452 Сх;шурф №2 - 49˚48,734 Пн, 035˚32,490 Сх;шурф №3 -49˚48,710 Пн, 035˚32,549 Сх. | Поселення «Валки-3»                                                              | Голубєва І.В., старший науковий співробітник ДП ОАСУ «САС», 2009 VI—III ст. до н. е.                                                                          | 90 × 355 м                                                           | Місцева | Наказ МКУ№912/0/16-11від 21.10.11 р.  |                                                               |
| 17.   |             | Кобзарівська сільська рада Валківського району Харківської області. Північна межа поселення розташована за 100 м на схід від східної частини господарчого двору та за 200 м на південь від правого берега р. Мжа. Дані прив’язки шурфів: 49˚49.494 Пн, 035˚38.552 Сх. | Поселення «Валки-7»                                                              | Голубєва І.В., старший науковий співробітник ДП ОАСУ «САС», 2009ІІ — І тис. до н. е.                                                                          | 90 × 420 м                                                           | Місцева | Наказ МКУ№912/0/16-11від 21.10.11 р.  |                                                               |
| 18.   |             | Валківська міська рада Валківського району Харківської області. За 2,0 км на схід від східної околиці м. Валки, ліворуч від автотраси Київ-Харків-Довжанський, на першій та другій надзаплавній терасі правого берега р. Карамушна(прит. р. Мжа). | Поселення «Валки-9»                                                              | Голубєва І.В., старший науковий співробітник ДП ОАСУ «САС», 2009ІІІ — V ст.                                                                                   | 160 × 550 м                                                          | Місцева | Наказ МКУ№912/0/16-11від 21.10.11 р.  |                                                               |
| 19.   |             | с. Литвинівка Черемушнянської сільської ради Валківського району. Поселення розташоване за 1,0 км на захід від північно-західної околиці с. Литвинівка. | Поселення «Литвинівка»XV – XII ст. до н.е.                                       | Задніков С.А.,2008р. | 150×100 м                                                            | Об’єкт  | Наказ УКіТ № 01 від 12.01.10р.        |                                                               |
| 20.   |             | Огульцівська сільська рада Валківського району. Поселення розташоване за 1,0 км на південний схід від південної околиці городища скіфського часу біля хут. Городище. | Поселення «Одринка»VI –IV ст. до н.е.                                            | Задніков С.А., Пеляшенко К.Ю.,2008р. | 200×200 м                                                            | Об’єкт  | Наказ УКіТ № 01 від 12.01.10р.        |                                                               |
| 21.   |             | хут. Городище, Огульцівська сільська рада Валківського району. Поселення розташоване за 2,0 км на південний захід від південної околиці с. Байрак та межує із валом городища скіфського часу «Куколевське» (городище біля хут. Городище). | Поселення «Куколівське»VI –IV ст. до н.е.                                        | Задніков С.А.,2008р. | 50×50 м                                                              | Об’єкт  | Наказ УКіТ № 01 від 12.01.10р.        |                                                               |
| 22.   |             | м. Валки, Валківська міська рада Валківського району. Поселення розташоване в південно-східній частині міста в зоні промислової та громадської забудови вздовж проїжджої частини вул. Колгоспної. | Поселення «Валки- вул. Кологоспна» сер. III–V ст.                                | Окатенко В.М.,2008р. | 100×100 м                                                            | Об’єкт  | Наказ УКіТ № 01 від 12.01.10р.        |                                                               |
| 23.   |             | Територія колишнього с. Вівче Високопільська с.р. Валківського р-ну. Знаходиться за 1 км на південний захід від с. Високопілля. | Поселення «Високопілля-2» V-ІІІ ст. до н.е.                                      | Пеляшенко К.Ю.,2008р. | 200×150 м                                                            | Об’єкт  | Наказ УКіТ № 113/1 від 24.03.10р.     |                                                               |
| 24.   |             | С. Високопілля Високопільської с.р. Валківського р-ну. Поселення розташоване на південно-західній околиці с. Високопілля. | Поселення «Високопілля-3» V-ІІІ ст. до н.е.                                      | Пеляшенко К.Ю.,2008р | 80×100 м                                                             | Об’єкт  | Наказ УКіТ № 113/1 від 24.03.10р.     |                                                               |
| 25.   |             | Поселення розташовано на землях Гонтово-Ярської сільської ради, Валківського району. Поселення розташоване за 0,215 км на захід, та 0,085 км на північний захід від мосту. | Поселення «Валки-4» ІІ тис. до н.е. - поч. І тис. до н.е.                        | Задніков С.А.Осаульчук О.,2009р. | 60-80х185м.                                                          | Об’єкт  | Наказ УКіТ № 233/1 від 12.07.10р.     |                                                               |
| 26.   |             | Поселення розташовано на землях Гонтово-Ярської сільської ради Валківського району. Поселення розташоване на південно-східній околиці м. Валки, в 0,140-0,380 км на південь від а/д Валки-Катричівка, та 0,280-0,780 км на південний захід від крайніх західних споруд МТФ (на цей час зруйновані), що знаходиться на північній околиці с. Катричівка.З півночі від поселення проходить лісова смуга. З півдня та північного сходу – рілля. З південного сходу протікає невеликий струмок. На момент огляду територія поселення була вкрита рослинністю та щорічно розорювана. | Поселення «Валки-5» V-ІІІ ст. до н.е.                                            | Шрамко І.Б., Осаульчук О.,2009р. | 115-125х495м                                                         | Об’єкт  | Наказ УКіТ № 233/1 від 12.07.10р.     |                                                               |
| 27.   |             | Поселення розташовано на землях Кобзарівської сільської ради, Валківського району. Поселення розташоване на північно-західній околиці с. Катричівка по обидві боки дороги Валки-Катричівка. На північ від поселення протікає невеликий струмок по балці Пересвітній. Зі сходу – рілля. | Поселення «Валки-6» V-ІІІ ст. до н.е., ІІІ-V ст. н.е.                            | Шрамко І.Б., Осаульчук О.,2009р. | 85-120х255м.                                                         | Об’єкт  | Наказ УКіТ № 233/1 від 12.07.10р.     |                                                               |
| 28.   |             | Вул. Шевченка, с. Високопілля, Високопільська с.р. Валківського р-ну. Поселення розташовано у центральній частині села, в зоні житлової індивідуальної забудови. З півночі та півдня розташовані індивідуальні житлові будинки. З заходу проходить проїзна частина вулиці Шевченка. З заходу неподалік знаходиться спортивний майданчик. | Поселення «Високопілля, вул. Шевченка» V-ІІІ ст. до н.е.                         | Шрамко І.Б., Задніков С.А.,2009р. | 200х100м                                                             | Об’єкт  | Наказ УКіТ № 233/1 від 12.07.10р.     |                                                               |
| 29.   |             | Вул. Шевченка, с. Добропілля, Старомерчанська сел.р. Валківського р-ну. Поселення розташовано на північно-східній частини села. З півночі знаходиться територія колишньої ферми, від якої залишились будівлі. З заходу та сходу знаходяться городи. З півдня проходить проїзна частина вулиці та приватні будинки. | Поселення «Добропілля, вул. Шевченка» ІІІ-V ст. н.е.                             | Задніков С.А., 2009р. | 250х100м.                                                            | Об’єкт  | Наказ УКіТ № 233/1 від 12.07.10р.     |                                                               |
| 30.   |             | с. Костів, Костівська сільська рада, Валківський р-н. Поселення розташоване на краю кар’єру з видобутку глини. Частина поселення вже зруйнована існуючим кар’єром. | Поселення скіфського часу «Костів».                                              | Шрамко І.Б.Задніков С.А.2005р.V-ІІІ ст. до н.е. | вис. 0,6-1,2 м                                                       | Об’єкт  | Наказ УКіТ №249 від 22.07.08р.        |                                                               |
| 31.   |             | с. Хворостове Шарівської с/р. Поселення розташоване за 1,6 км на південний схід від південно-східної околиці села. | Поселення Хворостове - 1                                                         | Колода В.В, к.і.н. Скіфський час. VI – III ст. до н.е. | пл. 250 х 100м                                                       | Об’єкт  | Наказ УКіТ№ 394 від 20.12.06р         |                                                               |
| 32.   |             | с. Хворостове Шарівської с/р. Поселення розташоване за 1,5 км на південний схід від південно-східної околиці села. | Поселення Хворостове - 2                                                         | Колода В.В, к.і.н.Рання залізна доба. III – V ст. н.е. | пл. 200 х 70 м                                                       | Об’єкт  | Наказ УКіТ№ 394 від 20.12.06р         |                                                               |
| 33.   |             | с. Хворостове Шарівської с/р. Поселення розташоване за 0,15 км на південний схід від південно-східної околиці села. | Поселення Хворостове - 3                                                         | Колода В.В, к.і.н.Скіфський час. VI – III ст. до н.е. | пл. 200 х 70 м                                                       | Об’єкт  | Наказ УКіТ№ 394 від 20.12.06р         |                                                               |
| 34.   |             | с. Хворостове Шарівської с/р. Поселення розташоване за 1,5 км на південь від південної околиці села. | Поселення Хворостове - 4                                                         | Колода В.В, к.і.н. Рання залізна доба. III – V ст. н.е. | пл. 200 х 70 м                                                       | Об’єкт  | Наказ УКіТ№ 394 від 20.12.06р         |                                                               |
| 35.   |             | с. Благодатне Благодатненської с/ради. 3 кургани вис. 0,5-1,5 м, розташовані за 0,8 км на захід від села | Кургани                                                                          | Бакуменко К.І., зав. сектору охорони пам’яток археології ХІМ, 2001 р. Енеоліт. Доба бронзи. Скіфський час. Ранне середньовіччя.                               | вис. 0,5-2,0 м                                                       | Об’єкт  | Наказ УКіТ № 25 від 02.03.05р.        |                                                               |
| 36.   |             | с. Бурякове Заміської с/ради. 3 кургани, розташовані на північний захід, південь та південний схід від села | – << –                                                                           | – << – | вис. 0,5-1,2 м                                                       | Об’єкт  | Наказ УКіТ № 25 від 02.03.05р.        |                                                               |
| 37.   |             | с.Велика Губщина Мельниківської с/ради. 2 кургани, розташовані за 0,5 км на південний захід від села | – << –                                                                           | – << – | вис. 0,8-1,0 м                                                       | Об’єкт  | Наказ УКіТ № 25 від 02.03.05р.        |                                                               |
| 38.   |             | с. Вишневе Мельниківської с/ради. 6 курганів, розташовані на південь від села | – << –                                                                           | – << – | вис. 0,5-1,5 м                                                       | Об’єкт  | Наказ УКіТ № 25 від 02.03.05р.        |                                                               |
| 39.   |             | с. Війтенки Баранівської с/рада | Безкурганий могильник:ВійтенкиЧерняхівська культура                              | Любичев М.В., Мизгін К.В., Варачова К.Г.2005, 2006,2007 | 150 х 100 м                                                          | Об’єкт  | Наказ УКіТ №361 від 28.11.07р.        |                                                               |
| 40.   |             | с. Гузівка Костівської с/ради. 1 курган, розташований на східній околиці села | Курган                                                                           | Бакуменко К.І., зав. сектору охорони пам’яток археології ХІМ, 2001 р.Енеоліт. Доба бронзи. Скіфський час. Ранне середньовіччя.                                | вис. 1,0 м                                                           | Об’єкт  | Наказ УКіТ № 25 від 02.03.05р.        |                                                               |
| 41.   |             | с. Добропілля Старомерчицької сел/ради. 29 курганів, розташовані на північ та південь від села | Кургани                                                                          | – << – | вис. 0,5-2,2 м                                                       | Об’єкт  | Наказ УКіТ № 25 від 02.03.05р.        |                                                               |
| 42.   |             | с. Журавлі Ков’язької сел/ради. 2 кургани, розташовані за 3 км на захід від села | – << –                                                                           | – << – | вис. 0,5-1,2 м                                                       | Об’єкт  | Наказ УКіТ № 25 від 02.03.05р.        |                                                               |
| 43.   |             | с. Завгороднє Сидоренківської с/ради. 3 кургани, розташовані на південно-східній околиці села | – << –                                                                           | – << – | вис. 0,3-0,5 м                                                       | Об’єкт  | Наказ УКіТ № 25 від 02.03.05р.        |                                                               |
| 44.   |             | с. Заміське Заміської с/ради. Поселення розташоване на північно- західній околиці села, біля яру | Поселення                                                                        | – << –Черняхівська культура.III – IV ст.н.е. | 600,0х200,0 м                                                        | Об’єкт  | Наказ УКіТ № 25 від 02.03.05р.        |                                                               |
| 45.   |             | с. Золочівське Шарівської с/ради. 7 курганів, розташовані за 1,5 км на південний захід села | Кургани                                                                          | – << – | вис. 0,5-2,0 м                                                       | Об’єкт  | Наказ УКіТ № 25 від 02.03.05р.        |                                                               |
| 46.   |             | с. Кантакузівка Сніжківської с/ради. 2 кургани, розташовані за 0,25 км на південь від села | – << –                                                                           | – << – | вис. 0,5 м                                                           | Об’єкт  | Наказ УКіТ № 25 від 02.03.05р.        |                                                               |
| 47.   |             | с. Колодківка Костівської с/ради. 7 курганів, розташовані за 2,5 км на схід від села | – << –                                                                           | – << – | вис. 0,5-1,0 м                                                       | Об’єкт  | Наказ УКіТ № 25 від 02.03.05р.        |                                                               |
| 48.   |             | с. Костів Костівської с/ради. 1 курган, розташований за 1,2 км на захід від села | Курган                                                                           | – << – | вис. 3,0 м                                                           | Об’єкт  | Наказ УКіТ № 25 від 02.03.05р.        |                                                               |
| 49.   |             | с. Крута Балка Благодатненської с/ради. 1 курган, розташований за 0,25 км на північний захід від села | – << –                                                                           | – << – | вис. 0,5 м                                                           | Об’єкт  | Наказ УКіТ № 25 від 02.03.05р.        |                                                               |
| 50.   |             | с. Кузьмівка Гонтово-Ярської с/ради. 2 кургани, розташовані за 3,7 км на південний захід від села | Кургани                                                                          | – << – | вис. 0,8-1,0 м                                                       | Об’єкт  | Наказ УКіТ № 25 від 02.03.05р.        |                                                               |
| 51.   |             | с. Майдан Сидоренківської с/ради. 1 курган, розташований за 1,9 км на північ від села | Курган                                                                           | – << – | вис. 2,0 м                                                           | Об’єкт  | Наказ УКіТ № 25 від 02.03.05р.        |                                                               |
| 52.   |             | с. Мельникове Мельниківської с/ради. 10 курганів, розташовані на південь та південний схід від села | Кургани                                                                          | – << – | вис. 0,3-2,5 м                                                       | Об’єкт  | Наказ УКіТ № 25 від 02.03.05р.        |                                                               |
| 53.   |             | с. Михайлівка Мельниківської с/ради. 4 кургани, розташовані на південь за 0,8 км від села | – << –                                                                           | – << – | вис. 0,5-0,6 м                                                       | Об’єкт  | Наказ УКіТ № 25 від 02.03.05р.        |                                                               |
| 54.   |             | с. Мізяки Баранівської с/ради. Поселення розташоване на східній околиці села | Поселення “Баранове”                                                             | – << –Черняхівська культура.III – IV ст.н.е. | 300,0 х 100,0 м                                                      | Об’єкт  | Наказ УКіТ № 25 від 02.03.05р.        |                                                               |
| 55.   |             | с. Мозолівка Сидоренківської с/ради. 2 кургани, розташовані на південний захід та південний схід від села | Кургани                                                                          | – << – | вис. 0,3-1,5 м                                                       | Об’єкт  | Наказ УКіТ № 25 від 02.03.05р.        |                                                               |
| 56.   |             | с. Новий Мерчик Новомерчицької с/ради.8 курганів, розташовані на південь, південний захід та захід від села | – << –                                                                           | – << – | вис. 0,5-2,5 м                                                       | Об’єкт  | Наказ УКіТ № 25 від 02.03.05р.        |                                                               |
| 57.   |             | с. Перекіп Перекіпської с/ради. | Поселення                                                                        | Бакуменко К.І., зав. сектору охорони пам’яток археології ХІМ, 2002 р. Черняхівська культура.III – IV ст.н.е.                                                  | 500,0х150,0 м                                                        | Об’єкт  | Наказ УКіТ № 25 від 02.03.05р.        |                                                               |
| 58.   |             | с. Рідкодуб Олександрівської с/ради. 4 кургани розташовані на захід та північний схід від села | Кургани                                                                          | Бакуменко К.І., зав. сектору охорони пам’яток археології ХІМ.2001 р. Енеоліт. Доба бронзи. Скіфський час. Раннє середньовіччя. III тис. до н.е. – I тис. н.е. | вис. 0,3-1,8 м                                                       | Об’єкт  | Наказ УКіТ № 25 від 02.03.05р.        |                                                               |
| 59.   |             | с. Різдвяне Мельниківської с/ради. 1 курган, розташований за 0,9 км на південь від села | Курган                                                                           | – << – | вис. 2,5 м                                                           | Об’єкт  | Наказ УКіТ № 25 від 02.03.05р.        |                                                               |
| 60.   |             | с. Рогівка Баранівської с/ради. 3 кургани, розташовані за 0,5 км на північний захід від села | Кургани                                                                          | – << – | вис. 0,5-1,0 м                                                       | Об’єкт  | Наказ УКіТ № 25 від 02.03.05р.        |                                                               |
| 61.   |             | с. Скельки Мельниківської с/ради. 3 кургани, розташовані за 0,7 км на північний захід від села | Курган                                                                           | – << – | вис. 0,3 м                                                           | Об’єкт  | Наказ УКіТ № 25 від 02.03.05р.        |                                                               |
| 62.   |             | с. Сніжків Сніжківської с/ради. 2 кургани, розташовані за 0,4 км на захід від села | – << –                                                                           | – << – | вис. 0,3 -0,5 м                                                      | Об’єкт  | Наказ УКіТ № 25 від 02.03.05р.        |                                                               |
| 63.   |             | смт. Старий Мерчик Старомерчицької сел/ради. 28 курганів, розташовані на південь від смт. | Кургани                                                                          | – << – | вис. 0,3-2,2 м                                                       | Об’єкт  | Наказ УКіТ № 25 від 02.03.05р.        |                                                               |
| 64.   |             | с. Тетюшине Баранівської с/ради. 10 курганів, розташовані на східній околиці та південний схід від села | – << –                                                                           | – << – | вис. 0,5-1,2 м                                                       | Об’єкт  | Наказ УКіТ № 25 від 02.03.05р.        |                                                               |
| 65.   |             | с. Халимонівка Ков’язької сел/ради. Поселення розташоване на північно-західній околиці села | Поселення                                                                        | – << –культура.III – IV ст.н.е. | 500,0x400,0 м, культ. шар – 0,5 м                                    | Об’єкт  | Наказ УКіТ № 25 від 02.03.05р.        |                                                               |
| 66.   |             | с. Черемушна Черемушнянської с/ради.4 кургани розташовані на захід та південний схід від села | Кургани                                                                          | -<< –Енеоліт. Доба бронзи. Скіфський час. Раннє середньовіччя. III тис. до н.е. – I тис. н.е.                                                                 | вис. 0,5-1,5 м                                                       | Об’єкт  | Наказ УКіТ № 25 від 02.03.05р.        |                                                               |
| 67.   |             | с. Шарівка Шарівської с/ради. Поселення розташоване за 0,25 км на північний захід від села | Поселення “Шарівка – Шлях - 2”                                                   | Заїка І.В., Гречко Д.С., археологи.2001 р.Скіфський час. V-III ст. до н.е.                                                                                    | 500,0х300,0 м                                                        | Об’єкт  | Наказ УКіТ № 25 від 02.03.05р.        |                                                               |
| 68.   |             | с. Шлях Шарівської с/ради. Поселення розташоване за 0,5 км на захід від села | Поселення “Шлях - 1”                                                             | Заїка І.В., археолог.2001 р. Любічев М.В., к.і.н. 2002 р.Черняхівська культура.III – IV ст.н.е.                                                               | 400,0х300,0 м                                                        | Об’єкт  | Наказ УКіТ № 25 від 02.03.05р.        |                                                               |
| 69.   |             | с. Шелудькове Сидоренківської с/ради. 3 кургани розташовані на північ від села | Кургани                                                                          | Бакуменко К.І., зав. сектору охорони пам’яток археології ХІМ 2001 р.Енеоліт. Доба бронзи. Скіфський час. Раннє середньовіччя. III тис. до н.е. – I тис. н.е.  | вис. 0,8-3,0 м                                                       | Об’єкт  | Наказ УКіТ № 25 від 02.03.05р.        |                                                               |
| 70.   |             | с. Шевченкове Шарівської с\ради. Поселення розташоване за 0,1 км на схід від села | Поселення „Шевченкове – 1„                                                       | Колода В.В., к.і.н. 1990 р. Черняхівська культура.III – IV ст.н.е.                                                                                            | 60,0х60,0 м                                                          | Об’єкт  | Наказ УКіТ № 25 від 02.03.05р.        |                                                               |
| 71.   |             | с. Шевченкове Шарівської с\ради. Поселення розташоване на східній околиці села | Поселення„Шевченкове – 2„                                                        | Колода В.В., к.і.н. 1990 р.Скіфський час. V-III ст. до н.е.                                                                                                   | 60,0х60,0 м                                                          | Об’єкт  | Наказ УКіТ № 25 від 02.03.05р.        |                                                               |
| 72.   |             | с. Шевченкове Шарівської с\ради. Поселення розташоване за 0,2 км на південний захід від села | Поселення„Шевченкове – 3„                                                        | Колода В.В., к.і.н. 1990 р.Скіфський час. V-III ст. до н.е.                                                                                                   | 40,0 х 60,0 м                                                        | Об’єкт  | Наказ УКіТ № 25 від 02.03.05р.        |                                                               |
| 73.   |             | с. Ясеневе Сніжківської с/ради. 9 курганів розташовані на південь від села | Кургани                                                                          | Бакуменко К.І., зав. сектору охорони пам’яток археології ХІМ 2001 р.Енеоліт. Доба бронзи. Скіфський час. Раннє середньовіччя. III тис. до н.е. – I тис. н.е.  | вис. 0,5-1,2 м                                                       | Об’єкт  | Наказ УКіТ № 25 від 02.03.05р.        |                                                               |
| 74.   |             | Вул. Щорса, 134, м. Валки, Валківського району Харківської області. На території приватної садиби. | Поселення «Валки, Щорса»                                                         | Голубєва І.В., старший науковий співробітник ДП ОАСУ «САС», 2009 VI—III ст. до н. е.                                                                          | Площу поселення встановити не вдалося через щільну приватну забудову | Об’єкт  | Наказ УКіТ № 142 від 11.04.11р.       |                                                               |
|       |             | |                                                                                  | |                                                                      |         |                                       |                                                               |

## Джерело
Лист Харківської Облдержадміністрації на запит ВМ УА від 28 березня 2012. Файли доступні на сайті конкурсу WLM.